# Ерік Ді Меко
Ерік Ів Ді Меко (фр. Éric Yves Di Meco, нар. 7 вересня 1963, Авіньйон) — французький футболіст, що грав на позиції захисника. Відомий за виступами в клубах «Марсель» та«Монако», а також у складі національної збірної Франції. П'ятиразовий чемпіон Франції, ще один титул переможця французького чемпіонату в нього відібрали через корупційний скандал. Володар Кубка Франції і Суперкубка Франції. Переможець Ліги чемпіонів УЄФА.

## Клубна кар'єра
Ерік Ді Меко народився 1963 року в місті Авіньйон. Розпочав займатися футболом у юнацькій команді «Робьйон», пізніше перейшов до юнацької команди «МЖК Авіньйон». У дорослому футболі дебютував 1980 року у складі команди «Марсель» з однойменного міста, в якій проте не відразу став гравцем основи, й з 1986 по 1988 рік грав у складі команд «Нансі» та «Мартіг» на правах оренди.
Після повернення з оренди в 1988 році Ді Меко став одним із гравців основи «Марселя», який на той час став найсильнішою командою Франції. Чотири сезони поспіль футболіст у складі марсельської команди ставав чемпіоном Франції, став також володарем Кубка Франції, а в сезоні 1992—1993 років став у складі команди переможцем Ліги чемпіонів УЄФА. Щоправда, за рік у французькому футболі відбувся грандіозний корупційний скандал, основною дійовою особою якого був власник «Марселя» Бернар Тапі, унаслідок якого марсельську команду позбавили титулу чемпіона країни за сезон 1992—1993 років, та перевели до другого дивізіону. Більшість основних гравців покинули марсельську команду. Ерік Ді Меко також покинув «Марсель», та став гравцем команди з Монако, яка традиційно виступає в чемпіонаті Франції, «Монако». У команді з князівства він зумів ще раз стати чемпіоном Франції, та стати володарем Суперкубка Франції. У 1998 році Ерік Ді Меко завершив виступи на футбольних полях.

## Виступи за збірну
У 1989 року Ерік Ді Меко дебютував у складі національної збірної Франції. У складі збірної був учасником чемпіонату Європи 1996 року в Англії, на якому зіграв 1 матч проти збірної Румунії. Після європейської першості завершив виступи у збірній. Загалом протягом кар'єри в національній команді провів у її формі 23 матчі, в яких забитими м'ячами не відзначився.

## Титули і досягнення
- Чемпіон Франції (5+1):

«Марсель»: 1988–1989, 1989–1990, 1990–1991, 1991–1992, 1992–1993 (позбавлений через корупційний скандал)
«Монако»: 1996–1997
- Володар Кубка Франції (1):

«Марсель»: 1988–1989
- Володар Суперкубка Франції (1):

«Монако»: 1997
- Переможець Ліги чемпіонів УЄФА (1):

«Марсель»: 1992–1993